# The Earl's Palace (Birsay)

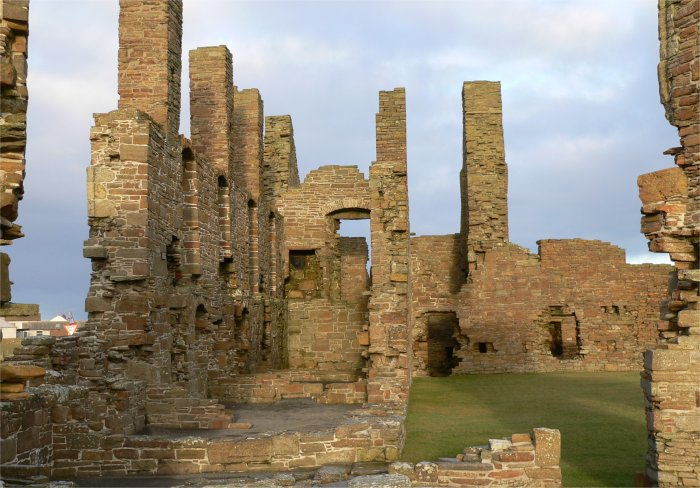
Gedeelte van de westelijke vleugel van The Earl's Palace

The Earl's Palace (Birsay) is een 16e-eeuws paleis in Birsay (Mainland, Orkney-eilanden).

## Geschiedenis
Het werd in de periode van 1569 tot 1574 gebouwd door Robert Stewart Het paleis werd verder verfraaid door zijn zoon Patrick Stewart. Deze laatste bouwde voor zichzelf ook een nieuw paleis, The Earl's Palace.
Nadat Patrick Stewart was afgezet, werd het paleis nog af en toe gebruikt door de latere Earls. Vanaf 1700 raakte het in verval.

## Bouw
Het paleis heeft een U-vormige plattegrond, met de open zijde naar het zuiden gericht. Het was bedoeld als een luxueus onderkomen voor de bouwer.

## Beheer
Het beheer van The Earl's Palace (Birsay) is in handen van Historic Environment Scotland.